# Однополые браки в Германии
Закон, легализующий однополые браки в Германии (официально: Закон о введении права на заключение брака для лиц одного пола, нем. Gesetz zur Einführung des Rechts auf Eheschließung für Personen gleichen Geschlechts), был принят немецким парламентом 30 июня 2017 года. Бундестаг проголосовал за поправки в Германское гражданское уложение (гражданский кодекс ФРГ), согласно которым брак может заключаться также и между лицами одного пола. Таким образом, однополые пары были полностью уравнены с разнополыми в вопросах брака. В июле 2017 года проект был одобрен бундесратом и подписан президентом ФРГ Франком-Вальтером Штайнмайером. Закон вступил в силу в воскресенье, 1 октября 2017 года. С этого момента заключение новых гражданских союзов, доступных однополым парам с 2001 года, более невозможно. При этом все ранее заключённые союзы сохраняются в прежнем статусе и могут быть преобразованы в брак по заявлению партнёров. Закон об однополых браках критикуют из-за поспешного принятия, в результате чего в нём не продуманы некоторые детали практической реализации.

## Общественная и политическая ситуация к лету 2017

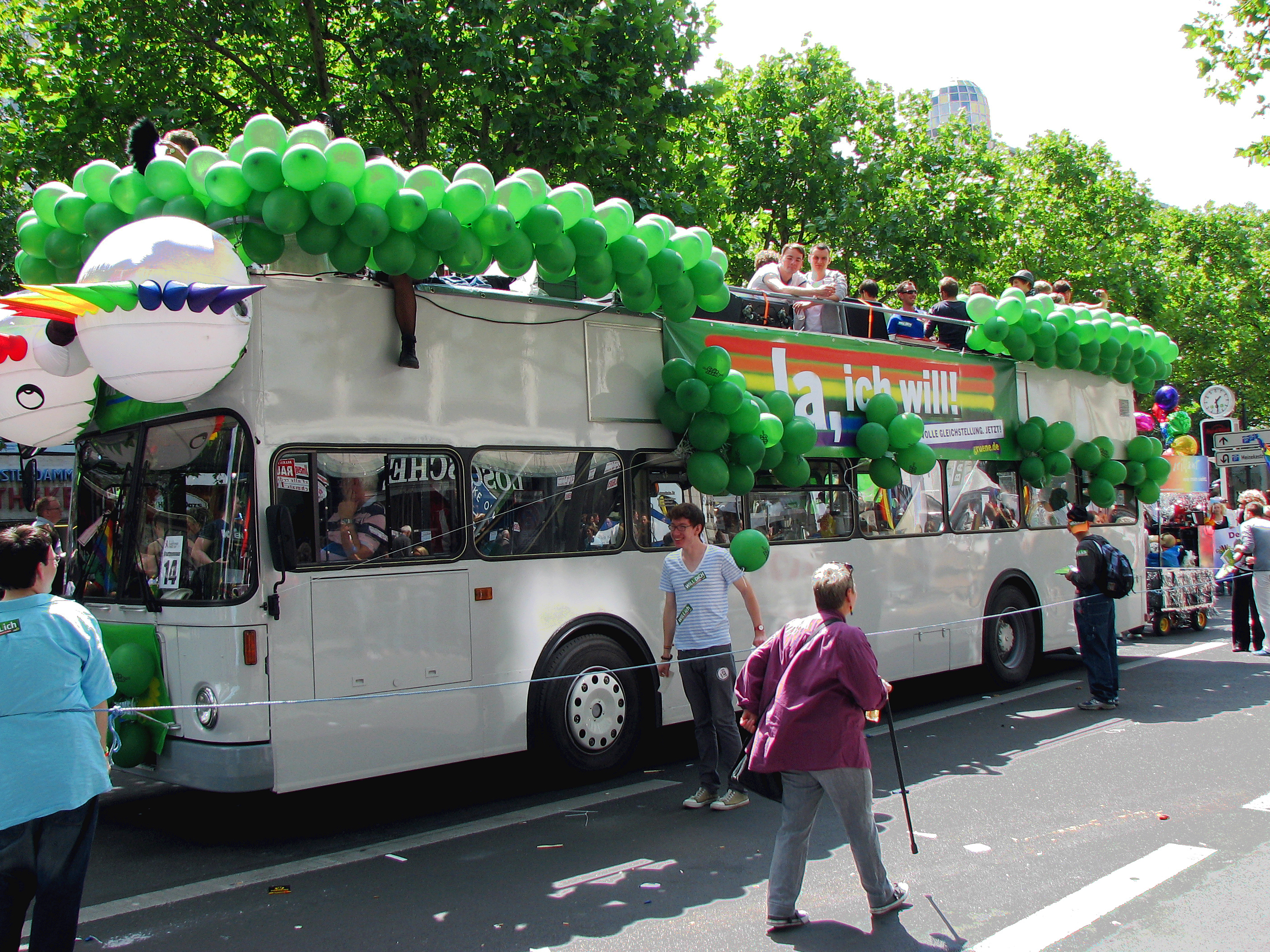
Автобус «зелёных» на берлинском прайде 2011: надпись «Да, я хочу!» выражает требование партии к открытию полного доступа однополых пар к браку

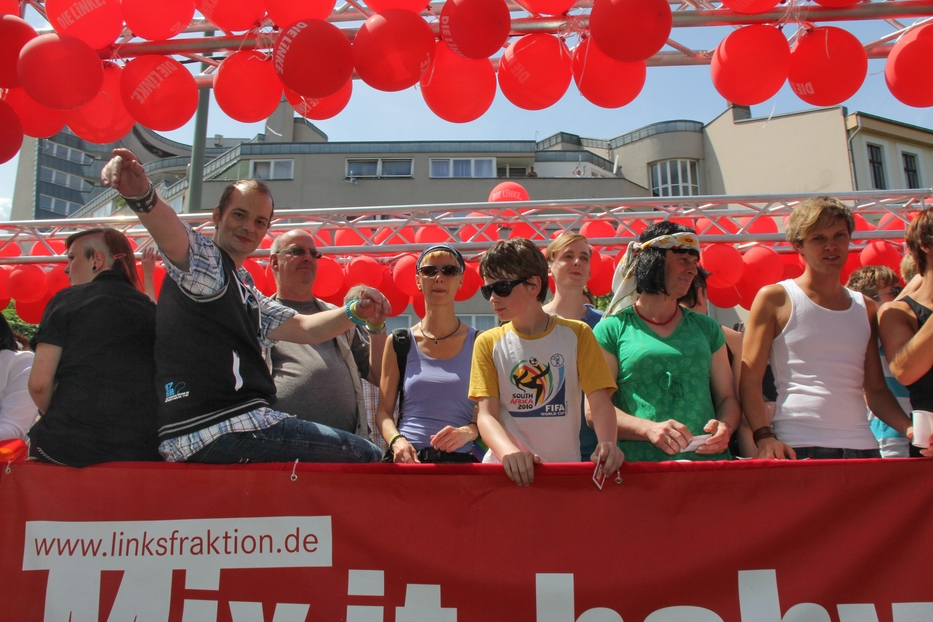
«Левые» на берлинском прайде 2011

Согласно репрезентативному опросу, результаты которого были опубликованы в январе 2017 года, около 83 % населения Германии поддерживали введения «брака для всех» (нем. Ehe für alle). Крупнейшие партии Германии (социал-демократы, свободные демократы, «зелёные» и «левые») выступали за легализацию однополых браков в стране, однако большая часть представителей христианских демократов противились полному уравниванию однополых и разнополых пар в вопросах брака, считая достаточным существование института гражданских партнёрств для однополых пар. Партия «Альтернатива для Германии» также выступала против однополых браков, однако до осени 2017 года она не была представлена в бундестаге.
Заключение однополых гражданских партнёрств было возможно в Германии ещё с 2001 года. Однако заключение брака предусматривалось законом исключительно для разнополых пар. Браки однополых пар, заключённые в других странах, на территории ФРГ до 1 октября 2017 года могли быть признанными лишь в качестве гражданских партнёрств.
Фактически однополые браки легально существовали в Германии уже с 23 июля 2009 года, однако в строго ограниченных случаях: если брак был заключён разнополыми супругами, один из которых затем прошёл операцию по хирургической коррекции пола. Однако заключение брака однополыми партнёрами, по-прежнему, не разрешалось. До вступления в силу новых положений смена паспортного пола состоящих в браке транссексуалов официально не признавалась государством, пока не был расторгнут брак. Это требование служило для недопущения формализации существования однополых браков. После развода бывшие супруги могли, если того хотели, заключить уже зарегистрированное однополое гражданское партнёрство. В мае 2008 года Конституционный суд Германии постановил, что принуждение кого-либо к расторжению брака со стороны государства противоречит конституции ФРГ.
К 2017 году после нескольких выигранных исков ЛГБТ-активистов в Конституционном суде однополые гражданские партнёры фактически были почти полностью уравнены в правах и обязанностях с разнополыми супругами. Единственным серьёзным отличием оставался запрет на совместное усыновление детей, а также принципиально различная терминология, подчёркивающая, что союз гражданских партнёров не является браком.

## На пути к однополому браку

### Легализация гражданских партнёрств
В 2000 году, через шесть лет после окончательной отмены уголовного параграфа 175, криминализировавшего однополые контакты между мужчинами, немецкий бундестаг принял закон о «зарегистрированных жизненных партнёрствах» (нем. Gesetz über die Eingetragene Lebenspartnerschaft), дававший возможность однополым парам заключать бракоподобные союзы, имеющие во многих отношениях такие же права и обязанности, что и при обычных разнополых браках. Законопроект был поделён на две части: первая общая часть не нуждалась в утверждении бундесрата, а вторая часть, касающаяся вопросов, согласно Конституции ФРГ, находящихся в прямом ведении земель, должна была быть одобрена бундесратом. В то время как первая часть, несмотря на сопротивление ХДС/ХСС и СвДП, была в ноябре 2000 года всё-таки принята «красно-зелёным» большинством в бундестаге, вторая часть законопроекта не нашла поддержки в представительстве земель. Более того, возглавляемые ХДС/ХСС правительства Баварии, Саксонии и Тюрингии в 2001 году обратились в Конституционный суд с целью проверить уже принятый закон на соответствие «Основному закону». Конституционный суд, рассмотрев иск, 17 июля 2002 года признал закон об однополых зарегистрированных партнёрствах непротиворечащим Конституции ФРГ:

Особая защита брака в абзаце 1 статьи 6 Основного закона не препятствует законодателю предоставлять однополым партнёрствам права и обязанности, которые по своей сути равны или близки к брачным.
Оригинальный текст (нем.)Der besondere Schutz der Ehe in Art. 6 Abs. 1 GG hindert den Gesetzgeber nicht, für die gleichgeschlechtliche Lebenspartnerschaft Rechte und Pflichten vorzusehen, die denen der Ehe gleich oder nahe kommen.
— Из решения конституционного суда
Принятый закон с самого начала подвергался критике в связи с тем, что он наделял партнёров обязанностями, соответствующими обязанностям супругов, не предоставляя им при этом прав в том же объёме. В последующие годы бундестаг, по-прежнему управляемый «красно-зелёным» большинством и по-прежнему против воли ХДС/ХСС, принял ряд законов, всё более уравнивающих однополых гражданских партнёров с разнополыми супругами. В то же время, эти изменения, по-прежнему, касались лишь тех вопросов, которые не нуждались в одобрении бундесрата. Например, процедура расторжения партнёрства была приравнена к процедуре развода и партнёры получили право на усыновление кровных детей своих партнёров.
Вопрос о полном уравнивании зарегистрированных однополых партнёров с разнополыми супругами неоднократно поднимался в бундестаге по инициативе «зелёных», социал-демократов и «левых». Однако, в результате смены правительства и приходе к власти блока ХДС/ХСС после выборов 2005 года и выборов 2009 года, все законопроекты были ими бойкотированы. Лишь благодаря решениям Конституционного суда, правительство было принуждено к принятию некоторых законов, касающихся улучшения правового положения зарегистрированных партнёров. Так, в 2009 году Конституционный суд постановил, что неравное положение зарегистрированных партнёров по сравнению с супругами в вопросах пенсионного регулирования для государственных служащих противоречит конституции. В 2013 году судьи разрешили партнёрам усыновление уже ранее усыновлённых детей своих партнёров. Также в 2013 году судьи обязали правительство уравнять гражданских партнёров с супругами при начислении подоходных налогов и дать однополым партнёрам такие же налоговые льготы, которые уже имелись у разнополых супругов.

### Законодательные инициативы и парламентские дебаты (2010—2012)
В марте 2010 года Сенат Берлина во главе с мэром Берлина Клаусом Воверайтом объявил о том, что будет бороться в бундесрате за введение в Германии однополых браков. Инициативу Берлина поддержали немецкие ЛГБТ-организации. Однако 24 сентября 2010 года бундесрат отклонил предложение Берлина поддержать легализацию однополых браков в стране. Инициативу столичного руководства одобрили лишь правительства земель Бранденбург, Бремен и Северный Рейн-Вестфалия. 22 июня 2011 года с аналогичной инициативой в бундесрате выступило уже правительство земли Гамбург.
29 июня 2011 года первый в истории законопроект о легализации однополых браков в немецкий парламент был внесён «Партией Зелёных». После прошедших 21 сентября 2011 года первых парламентских дебатов инициатива была также полностью поддержана социал-демократами. Однако в ХДС/ХСС выступили категорически против, ссылаясь на защиту детей и института брака.
9 мая 2012 года Правовой комитет бундестага рекомендовал предложенный ранее законопроект «зелёных» к отклонению. В комитете его поддержали лишь представители «левых» и социал-демократов. Против выступили представители ХДС/ХСС, свободные демократы и четыре члена «зелёных». При этом свободные демократы подчинились давлению ХДС/ХСС — своего «большого» партнёра по коалиции, несмотря на то, что ещё в апреле 2012 года включали в свою партийную программу легализацию однополых браков. 28 июня 2012 года в бундестаге состоялось второе чтение по законопроекту «зелёных». По их требованию голосования проходили открыто. За принятие закона проголосовали 260 из 581 парламентариев, против — 309, воздержались — 12; не голосовали — 39. Таким образом, законопроект был отвергнут.
Одновременно «зелёными» было вынесено на голосование предложение, призывающее правительство разработать законопроект о полном уравнивании в правах браков и гражданских партнёрств (при сохранении браков только для разнополых супругов). За предложение проголосовали 265 из 583 парламентариев, против — 309, воздержались — 9, не голосовали — 37 человек. Ранее правовой, семейный и финансовый комитеты бундестага также рекомендовали отклонить это требование. Основным аргументом ХДС/ХСС против уравнивания однополых партнёров с разнополыми супругами являлось «сомнение в том, что полноправное усыновление детей однополыми парами полезно для детей».

### Законодательные инициативы и парламентские дебаты (2013—2017)
22 марта 2013 года бундесрат, в котором после очередных выборов большинство мест заняли представители социал-демократов и «зелёных», поддержал инициативу правительств Гамбурга и других земель о легализации однополых браков. Однако требование земель было проигнорировано в бундестаге. В июне 2015 года после референдума в Ирландии, легализовавшего однополые браки в этой стране, бундесрат снова внёс в бундестаг заявление с требованием к правительству принять закон об однополых браках. Одновременно в бундестаг был внесён и законопроект, разработанный правительствами земель Рейнланд-Пфальц, Баден-Вюртемберг, Шлезвиг-Гольштейн и Тюрингия.
В октябре 2013 года второй законопроект о легализации однополых браков был внесён фракцией Левой партии. После первых дебатов в бундестаге, состоявшихся в декабре 2013 года, законопроект «левых» был блокирован фракцией ХДС/ХСС и также отправлен на рассмотрение в правовой комитет. В июне 2015 года фракция «зелёных» внесла в бундестаг ещё один законопроект об однополых браках. Первое чтение документа состоялось 18 июня, после чего он также был отправлен в правовой комитет, где с декабря 2013 года уже находился и законопроект «левых».
Таким образом, к лету 2017 года в Правовом комитете бундестага на рассмотрении находилось уже три различных законопроекта о легализации однополых браков. Из-за того, что правящая коалиция долгое время не могла договориться по этому вопросу, рассмотрение этих документов в правовом комитете в течение нескольких лет переносилось из заседания к заседанию и не допускалось для повторного рассмотрения в парламенте. В мае 2017 года представители Партии зелёных подали заявление в Конституционный суд Германии с просьбой обязать Правовой комитет принять решение по данным законопроектам не позднее 30 июня 2017 года — даты последнего заседания до новых парламентских выборов. Однако 20 июня Конституционный суд отклонил иск «зелёных», обосновав это отсутствием у парламента обязанности принимать окончательное решение по тем или иным законопроектам в течение определённого выборного периода.

### Легализация летом 2017 года
В ходе предвыборной кампании летом 2017 года социал-демократы, свободные демократы и «зелёные» объявили требование о легализации однополых браков одним из условий создания возможной правящей коалиции. 26 июня 2017 года канцлер Германии Ангела Меркель в одном из вечерних ток-шоу на вопрос молодого человека из зрительного зала о том, когда он сможет назвать своего парня законным супругом, в прямом эфире сделала неожиданное для всех заявление, что голосование по вопросу однополых браков в парламенте должно быть решением по совести (нем. Gewissensentscheidung), а не навязанным решением большинства. Это высказывание было истолковано как согласие на свободное, не связанное требования партийной дисциплины, голосование членов ХДС/ХСС по вопросу легализации однополых браков.
Представители социал-демократов, ухватившись за слова Меркель, 30 июня при поддержке «зелёных» и «левых» вопреки ХДС/ХСС смогли вынести на повестку дня последнего парламентского заседания законопроект бундесрата, с 2015 года находящийся в правовом комитете. Большинством голосов (393 — «за», 226 — «против») депутаты проголосовали за законопроект, разрешающий однополым парам заключать брак (с правом на усыновление детей). Голосование проходило открыто и поимённо. Сама Меркель проголосовала против, при этом около четверти членов её партии проголосовали за легализацию однополых браков. Председатель фракции ХДС/ХСС в бундестаге Фолькер Каудер резко раскритиковал поведение партнёров социал-демократов и назвал решение своего партнёра по коалиции «нарушением доверия».
После принятия законопроекта бундестагом он был снова отправлен в бундесрат для одобрения. 7 июля 2017 года документ был утверждён в бундесрате большинством голосов. 20 июля законопроект подписал президент ФРГ Франк-Вальтер Штайнмайер. В этот же день закон был опубликован в законодательном вестнике Bundesgesetzblatt и вступил в силу в первый день третьего месяца со дня публикации, то есть 1 октября 2017 года.

### Споры о соответствии закона конституции ФРГ

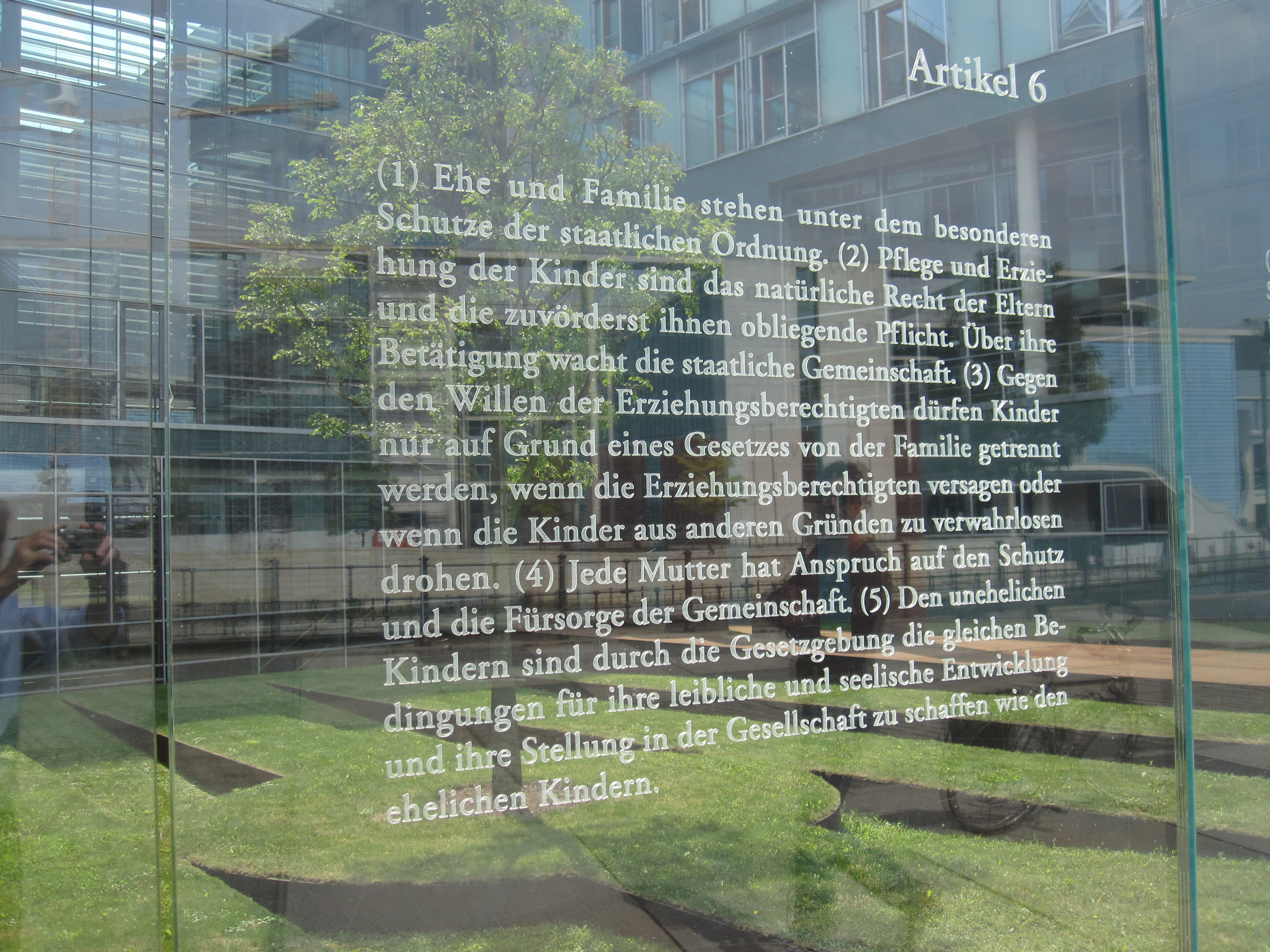
Статья 6 Конституции ФРГ

Бывший президент Конституционного суда Ханс-Юрген Папир высказывал мнение, что для легализации однополых браков в Германии необходимо изменение конституции ФРГ, так как Конституционный суд в своих предыдущих решениях всегда истолковывал брак как союз мужчины и женщины. Новый президент Конституционного суда Йоханес Зингхаммер также высказал предположение о поступлении исков против однополых браков. По мнению представителей СДПГ, изменение конституции не требуется, так как само определение брака в ней не даётся, а статья 6 утверждает лишь, что «брак и семья стоят под особой защитой государства». Таким образом, утверждение о том, что брак — это непременно союз мужчины и женщины, напрямую не содержится в тексте конституции, а является лишь её толкованием Конституционным судом, которое может также меняться в зависимости от происходящих в обществе социальных изменений, что уже не раз случалось в конституционной истории ФРГ. В частности, в своём решении от 19 февраля 2013 года, касающемся прав на многоступенчатое усыновление в зарегистрированных партнёрствах, суд отмечал, что если зарегистрированные партнёры проживают совместно с родным или приёмным ребёнком одного из партнёров в социально-семейной общности, то они образуют семью, которая также должна быть защищена в соответствии со статьёй 6 Конституции Германии.
Согласно немецкому законодательству, конституционная жалоба на проверку какого-либо закона на соответствие конституции может быть подана только лицами, которые считают себя непосредственно пострадавшими от этого закона. Поэтому попытка опротестования закона в Конституционном суде со стороны частных лиц — противников однополых браков практически невозможна. Абстрактная проверка конституционности законов может быть, однако, инициирована федеральным правительством Германии, группой депутатов бундестага (не менее четверти его состава) либо правительством какой-либо земли.
О возможности подать жалобу в Конституционный суд сразу же после принятия закона заговорили, среди прочего, в правительстве Баварии. Глава католической Конференции немецких епископов и архиепископ Мюнхена кардинал Маркс призывал правительство этой земли сделать такой шаг. В марте 2018 года стало известно, что правительство Баварии решило не подавать иск в Конституционный суд после того, как им были получены результаты двух независимых юридических экспертиз принятого закона. Эксперты не нашли в текстах документа правовых коллизий и противоречий Конституции ФРГ. Официальной причиной отказа от иска баварским правительством были названы весьма низкие шансы на успех исхода дела.

## Правовое положение однополых браков
Принятый закон дополняет первое предложение § 1353 Гражданского кодекса ФРГ словами «между двумя лицами разного или одного пола»:

Брак заключается между двумя лицами разного или одного пола на весь период жизни. Супруги обязуются создать семейное жизненное сообщество и несут ответственность друг за друга.
Оригинальный текст (нем.)Die Ehe wird von zwei Personen verschiedenen oder gleichen Geschlechts auf Lebenszeit geschlossen. Die Ehegatten sind einander zur ehelichen Lebensgemeinschaft verpflichtet; sie tragen füreinander Verantwortung.
— Германское гражданское уложение, § 1353 в редакции от 1 октября 2017
Таким образом, однополые браки в Германии не являются каким-то особым социальным институтом, и их регламентация полностью подлежит общим положениям о браке, заложенным в Гражданском кодексе Германии. То есть однополые супруги получили те же самые права, что и разнополые, включая возможность совместного усыновления детей, что не было разрешено для партнёров, состоящих в гражданском союзе. Заключение новых гражданских партнёрств с 1 октября 2017 года более не возможно, однако ранее заключённые однополые союзы продолжают своё существование «как есть» и не будут автоматически преобразованы в браки. Состоящие в гражданском партнёрстве однополые пары могут без уплаты пошлины преобразовать своё партнёрство в полноценный брак. После этого датой заключения брака будет считаться дата заключения партнёрства, то есть выданное свидетельство о браке будет датировано задним числом.
Условия заключения однополых браков регламентируются общими положениями о браке, установленными в Гражданском кодексе ФРГ. Заключение брака запрещается:
- В случае недееспособности одного из желающих вступить в брак (§ 1304 BGB)
- При несовершеннолетии одного из брачующихся по праву регистрации брака (§ 1303 BGB)
- В случае, если один из брачующихся не достиг 16 лет независимо от права регистрации брака (§ 1303 BGB)
- При наличии близкого родства первой линии, а также между братьями и сёстрами, включая некровных (§ 1307 BGB)
- В случае родства, основанного на усыновлении, кроме случаев, когда родство отменено судом (§ 1308 BGB)
- В случае, если один из брачующихся уже состоит в другом браке или гражданском партнёрстве с третьим лицом (§ 1308 BGB)

## Правовые нюансы и отличия от разнополого брака
В то же время имеются некоторые правовые детали, которые отличаются для однополых пар. Одни из них были приняты законодателем намеренно и продиктованы правовой необходимостью, а другие вытекают из существующей правовой реальности и не связаны прямо с брачным законодательством.

### Гражданство брачующихся и применяемое частное право
Семейное право Германии предполагает применение в отношении того или иного брака немецкого частного права или международного частного права. Конкретное право, которое применяется в отношении того или иного брака, зависит от того, как и где был заключён этот конкретный брак. При заключении брака (между лицами разного пола) традиционно для каждого из вступающих в брак применяется право того государства, гражданством которого это лицо обладает: для граждан Германии и лиц без гражданства — немецкое право, для иностранцев — право соответствующего иностранного государства (есть некоторые исключения). В деталях это может, например, отразиться на условиях заключения брака, допустимый брачный возраст и условия развода. Кроме того, иностранцы, желающие заключить брак в Германии, в соответствии с Гражданским кодексом (§ 1309 BGB), должны предоставить официально выданное представительством их страны свидетельство об отсутствии препятствий для заключения брака по законам этого государства — так называемый Ehefähigkeitszeugnis. В тех случаях, когда государство выдачу подобных свидетельств не осуществляет, иностранец освобождается от предоставления данного свидетельства.
Так как такое требование означает принципиальную невозможность заключения в Германии однополого брака гражданами стран, не предусматривающих такие браки, в отношении однополых браков законодатель намеренно изменил существующую практику. А именно: в отношении однополых браков в Германии применяется исключительно право государства, в котором этот брак был зарегистрирован. Таким образом, при заключении однополого брака на территории Германии всегда применяется исключительно немецкое право независимо от гражданства супругов (см. статью 17 вводного закона в Гражданское уложение) и иностранцы, желающие заключить в Германии однополый брак, освобождаются от предоставления свидетельства об отсутствии препятствий для заключения брака со стороны государства их гражданства. Аналогично для однополых браков, заключённых за границей также всегда применяется право соответствующего иностранного государства, независимо от того, являются ли супруги гражданами Германии или нет.
Из того факта, что для однополых браков в Германии применяется исключительно немецкое право, вытекает, что пары, заключившие однополый брак или партнёрство за пределами Германии по праву иностранного государства, могут в Германии снова заключить однополый брак уже по немецкому праву, не расторгая свой предыдущий однополый брак или партнёрство. При этом дата последней регистрации в Германии по немецкому будет считаться датой заключения брака. Такая повторная регистрация является возможной по причине того, что препятствием для заключения брака Гражданский кодекс Германии считает лишь наличие уже заключённого гражданского партнёрства или брака с третьим лицом. Таким образом, повторная регистрация в Германии позволяет однополым парам сменить право регистрации с иностранного на немецкое, но при этом изменяет дату регистрации на более позднюю.

### Признание гражданских партнёрств и зарубежных браков в ФРГ
Применение на однополые браки и союзы исключительно права страны, в которой они были зарегистрированы, оказывает значительное влияние на возможность перерегистрации ранее заключённых партнёрств в статус брака. Кроме того, имеются различия в признании в Германии иностранных однополых браков, заключённых до и после 1 октября 2017 года. В отличие от разнополых браков однополые браки, заключённые за границей до 1 октября 2017 года, не признаются в Германии автоматически. Однополые гражданские союзы вне зависимости от государства и даты регистрации также не переводятся автоматически в брак. Более конкретно можно выделить следующие случаи:
- Однополые браки, заключённые за пределами Германии по праву зарубежного государства до 1 октября 2017, года могли быть признанными на территории Германии в качестве гражданского партнёрства. Для этого партнёры должны были обратиться в штандесамт с просьбой о внесении их союза в национальный регистр гражданских партнёрств. После 1 октября 2017 года такие браки могут быть признаны на территории Германии полноценными браками, однако супруги должны снова лично обратиться в штандесамт с заявлением о внесении их заключённого за границей брака в национальный брачный регистр Германии задним числом, независимо от того, вносили ли они уже свой брак ранее в национальный регистр партнёрств. Однополые браки, заключённые за границей после 1 октября 2017 года, автоматически признаются на территории Германии и также могут быть по заявлению внесены в национальный брачный регистр. Тем не менее, независимо от даты заключения однополого брака за рубежом он подлежит праву государства, в котором он был заключён, а не немецкому праву.

- Гражданские партнёрства, заключённые на территории Германии по немецкому праву с внесением в национальный регистр гражданских партнёрств не переводятся автоматически в брак и могут и дальше существовать в качестве партнёрства по немецкому праву. Однако они могут по личному заявлению партнёров и в их личном присутствии перерегистрированы в качестве брака по немецкому праву с внесением в национальный брачный регистр задним числом с датой заключения партнёрства в качестве даты регистрации брака. Такая перерегистрация осуществляется бесплатно, налоговый сбор на заключение брака не взимается.

- Однополые союзы, заключённые за границей по зарубежному праву независимо от того, зарегистрированы ли они до или после 1 октября 2017 года, не приравниваются к гражданским партнёрствам, заключённым по немецкому праву. Поэтому перерегистрация таких союзов в брак по немецкому праву в принципе невозможна. Однако в некоторых случаях возможна перерегистрация таких союзов в брак по праву государства регистрации союза, если оно предусматривает такую возможность. Кроме того, такие пары могут зарегистрировать новый брак в Германии по немецкому праву, причём для этого им вовсе не обязательно расторгать существующее партнёрство. В любом случае решения о возможности преобразования зарубежного союза в брак принимает штандесамт. Такое положение продиктовано тем фактом, что в разных странах однополые союзы имеют совершенно разные правовые статусы с разными наборами прав и обязанностей[61][62][63].

### Признание потомства в однополой семье
При принятии закона о легализации однополых браков не были изменены положения Гражданского кодекса, по которым определяются родители новорождённых детей. Так, согласно закону (§ 1591 BGB), матерью ребёнка считается только родившая его женщина. Также закон автоматически признаёт супруга матери ребёнка в качестве его отца (§ 1592 BGB). При этом фактическое биологическое отцовство никак не проверяется и не учитывается. При легализации однополых браков аналогичные положения не были распространены и на супругу матери. Таким образом, она сможет получить право также называться законной матерью ребёнка только лишь после процедуры усыновления, включающей положительную экспертизу югендамта (ювенальная служба в Германии) и постановление суда об усыновлении.
Хайко Маас, будучи ещё министром юстиции ФРГ, ещё в июле 2017 года, после того, как ЛГБТ-активисты заявили об обнаруженной «дырке» в принятом законе, заявлял о создании в министерстве рабочей группы с целью выработки законопроекта, устраняющего данное упущение. В июне 2018 года соответствующий законопроект был подготовлен и направлен в бундестаг от партии «Зелёных».

## Дискуссии и проблемы

### Отношение церкви
Официальное представительство Католической церкви в Германии выступило с осуждением принятого бундестагом решения. В то же время Евангелическая церковь Германии в целом поддержала новый закон, однако отметив, что единогласия по данному вопросу внутри церкви не наблюдается.

### Технические проблемы
В конце августа 2017 года в немецких СМИ появилась информация о том, что из-за трудностей с обновлением программного обеспечения в штандесамтах, новые формуляры, неориентированные на гетеронормативные стандарты, появятся не ранее ноября 2018 года, и до этого времени однополым парам придётся при подаче заявления на регистрацию брака выбрать, кто из партнёров будет указан в качестве «мужа», а кто — в качестве «жены». Позднее эти заявления были уточены. Проблема заключается не в отсутствии новых бланков и программного обеспечения в штандесамтах, а связана с государственным брачным регистром, который ведётся параллельно — именно там как минимум до ноября 2018 нужно будет при любом (в том числе и однополом) браке вносить имена в графы «муж» и «жена». Тем не менее в брачном регистре также указывается и пол супругов, поэтому понять, является ли брак однополым или разнополым всё-таки можно. Однако замена терминов «муж» и «жена» на гендерно-нейтральные «супруг 1» и «супруг 2» в брачном регистре в отличие от такой замены в бланках штандесамта является принципиальным делом законодателя, а не просто технической проблемой, которая могла бы быть решена довольно быстро. Здесь же сначала потребуется официальное изменение закона о гражданских состояниях, которое не было предусмотрено принятым законом о разрешении однополых браков. Подобные изменения смогут быть приняты не ранее октября 2018 года.

### Связанные судебные решения
Финансовый суд в Гамбурге в своём решении от 20 августа 2018 года постановил, что однополые супруги, заключившие гражданское партнёрство до легализации однополых браков и затем перерегистрировавшие свой союз в брак, имеют право на получение налоговых выгод (так называемый Ehegattensplitting, который позволяет супругам объединять свои налоговые декларации при уплате подоходного налога и, таким образом, платить значительно меньше налоговых отчислений) с момента заключения партнёрства задним числом. Таким образом, суд в порядке исключения разрешил таким однополым парам подать на пересмотр свои налоговые декларации за предыдущие годы (максимум вплоть до августа 2001 года — даты, когда впервые были введены гражданские партнёрства), даже если стандартный срок подачи опротестования уже истёк. Для состоящих в гражданском партнёрстве однополых пар Ehegattensplitting по решению Конституционного суда действовал с 2013 года. Своё решение распространить этот срок до 2001 года задним числом финансовый суд в Гамбурге обосновал тем, что при легализации однополых браков законодатель явно предусмотрел, что при перерегистрации уже существующего гражданского партнёрства в брак датой заключения брака считается не дата перерегистрации, а дата заключения партнёрства.

## Статистика

### Первые однополые браки

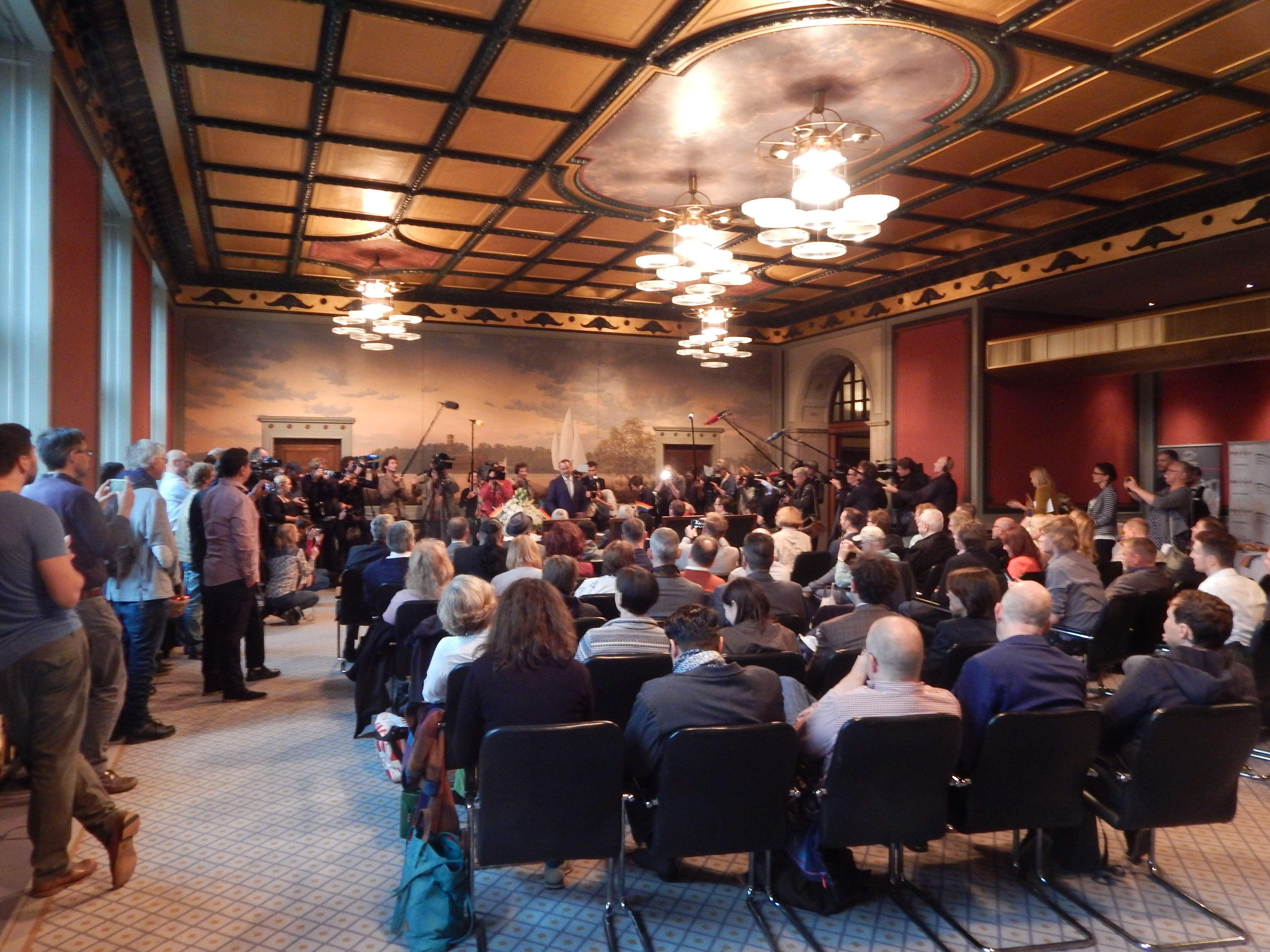
Заключение первого в Германии однополого брака, 1 октября 2017

Так как 1 октября 2017 года пришлось на воскресенье, когда большинство штандесамтов было закрыто, заключение первых браков по всей Германии для большинства желающих стало доступным со 2 октября. Однако некоторые штандесамты в порядке исключения специально для заключения однополых браков открыли свои двери в воскресенье. Так, в этот день было заключено 15 браков в Гамбурге, 11 браков в Берлине и два — в Ганновере. Первой однополой парой, вступившей в брак в Германии, стали жители Берлина Карл Крайле и Бодо Менде, являющиеся парой с 1979 года. Церемония бракосочетания прошла 1 октября 2017 года в Шёнебергской ратуше в 9:30 утра в присутствии прессы.
Первой однополой супружеской парой в Германии, которой было официально разрешено, согласно новому закону, усыновить ребёнка, стали Михаэль и Кай Корок из Берлина. Уже ранее состоящие в зарегистрированном партнёрстве мужчины заключили брак 2 октября 2017 года и сразу же подали документы на усыновление их подопечного, находящегося у них с момента его рождения. Уже 5 октября их ходатайство было удовлетворено судом.
Всего за первые три месяца после вступления закона в силу в Берлине было зарегистрировано 680 однополых браков, при этом 466 пар уже состояли в гражданском союзе и перевели его в статус брака. Среди заключивших брак было 449 мужских пар и 231 — женских. В конце марта 2018 года (после полугода действия закона) число однополах пар, заключивших брак, в Берлине составило 1069. Из них около 75 % — пары, переоформившие заключённое ранее гражданское партнёрство в брак. В Гамбурге за первые полгода после принятия закона были заключены 457 новых однополых браков и ещё 454 гражданских партнёрства были переоформлены в брак. Кроме того, за первые полгода в Кёльне были переоформлены в брак 553 партнёрства и заключены новых 91 однополых брака, во Франкфурте переведены в брак 343 партнёрства и заключены 216 новых браков, в Мюнхене переведены в брак 372 партнёрства и заключены 105 новых браков, в Штутгарте переоформлены в брак 135 партнёрства и заключены 33 новых брака.
Согласно неофициальным данным, предоставленным штандесамтами столиц всех федеральных земель и некоторых крупных городов Германии и опубликованным в немецких СМИ конце сентября 2018 года, в первый год после легализации однополых браков по всей стране было заключено не менее 7 тысяч браков между партнёрами одного пола, из них около двух третей — перерегистрация уже существующего партнёрства в брак и одна треть — заключение нового брачного союза. Абсолютным рекордсменом по числу заключённых однополых браков стал Берлин, в котором лишь в округах Темпельхоф-Шёнеберг, Фридрихсхайн-Кройцберг и Шарлоттенбург-Вильмерсдорф было зарегистрировано более 1,1 тысяч однополых браков. Также отмечается, что за этот период каждая четвёртая свадьба (то есть 25 %), регистрируемая в берлинских штандесамтах, была однополой. В Гамбурге однополыми были 15 % всех свадеб, в четырёх крупнейших городах Баварии — каждая девятая (11 %). В целом было отмечено примерно одинаковое распределение между мужскими и женскими парами, однако с существенными региональными отличиями. Так, например, в Берлине и Гамбурге было отмечено значительное преобладание мужских пар, а в Дрездене и Бремене — женских.

### Известные личности
- Одним из первых воспользовался новым законом известный в Германии ЛГБТ-активист и депутат бундестага с многолетним депутатским стажем Фолькер Бек, зарегистрировавший брак с архитектором Адрианом Петковым 1 октября 2017 года в ЗАГСе берлинского района Кройцберг. С 14 июля 2017 года пара уже состояла в зарегистрированном партнёрстве[88][89].

- 30 октября 2017 года в Клеве Барбара Хендрикс (на тот момент министр экологии и строительства ФРГ) заключила брак со своей многолетней партнёршей — французской учительницей Валери Возанж[90].

- 22 декабря 2017 года тогда ещё будущий министр здравоохранения Германии Йенс Шпан вступил в брак с журналистом Даниэлем Функе (нем. Daniel Funke). Церемонию бракосочетания в замке Борбек провёл обербюргермайстер Эссена[91].